# Records en championnat de France de rugby à XV
Tout au long de l'histoire du championnat, des records en championnat de France de rugby à XV ont été établis puis battus, dont voici la liste des plus significatifs.
Le nom des joueurs encore en activité sont en gras.

## Statistiques générales des joueurs

### Nombre de matchs
Thibaut Privat détient le record de matchs disputés, au nombre de 387.
| Rang | Joueur              | Clubs | Période   | Nombre |
| ---- | ------------------- | --- | --------- | ------ |
| 1    | Thibaut Privat      | RC Nîmes (1998-2000), AS Béziers (2000-2003), ASM Clermont (2003-2011), Montpellier HR (2011-2016), Lyon OU (2016-2017) | 1998-2017 | 387    |
| 2    | Rodrigo Capó Ortega | Castres olympique (2002-2020)                                                                                           | 2002-2020 | 352    |
| 3    | Henry Chavancy      | Racing 92 (2009-2025)                                                                                                   | 2009-2025 | 327    |
| 4    | Iosefa Tekori       | Castres olympique (2007-2013), Stade toulousain (2013-2022)                                                             | 2007-2022 | 326    |
| 5    | Florian Fritz       | CS Bourgoin-Jallieu (2002-2004), Stade toulousain (2004-2018)                                                           | 2002-2018 | 322    |
| 6    | Yannick Nyanga      | AS Béziers (2002-2005), Stade toulousain (2005-2015), Racing 92 (2015-2018)                                             | 2002-2018 | 315    |
| 7    | Loïc Jacquet        | ASM Clermont (2004-2016), Castres olympique (2016-2022)                                                                 | 2004-2022 | 314    |
| 8    | Grégory Lamboley    | Stade toulousain (2001-2017), Stade rochelais (2017-2018)                                                               | 2001-2018 | 309    |
| 9    | Brock James         | ASM Clermont (2006-2016), Stade rochelais (2016-2018), Union Bordeaux Bègles (2018-2019), Stade rochelais (2019-2020)   | 2006-2020 | 307    |
| 10   | Jean-Baptiste Poux  | RC Narbonne (2001-2002), Stade toulousain (2002-2013), Union Bordeaux Bègles (2013-2018)                                | 2001-2018 | 303    |
| 11   | Julien Pierre       | Stade rochelais (2001-2003), CS Bourgoin-Jallieu (2003-2008), ASM Clermont (2008-2015), Section paloise (2015-2018)     | 2001-2018 | 294    |
| -    | Julien Arias        | US Colomiers (2001-2004), Stade français (2004-2020)                                                                    | 2004-2020 | 294    |

### Nombre de points
Richard Dourthe détiendrait le record de points marqués, au nombre de 3 004 ou 3 040 selon les sources.
| Rang | Joueur               | Clubs | Période   | Nombre |
| ---- | -------------------- | --- | --------- | ------ |
| 1    | Romain Teulet        | Castres olympique (2 612)                                                                                             | 2001-2014 | 2 612  |
| 2    | Benjamín Urdapilleta | US Oyonnax (550), Castres olympique (1 679), ASM Clermont Auvergne (286)                                              | 2013-2025 | 2 515  |
| 3    | Brock James          | ASM Clermont (2 068), Stade rochelais (309), Union Bordeaux Bègles (75), Stade rochelais (42)                         | 2006-2020 | 2 494  |
| 4    | Dimitri Yachvili     | Biarritz olympique (2 304)                                                                                            | 2002-2014 | 2 304  |
| 5    | Jonathan Wisniewski  | Castres olympique (9), Racing Métro 92 (907) FC Grenoble (796), RC Toulon (31), Lyon OU (515)                         | 2006-2021 | 2 258  |
| 6    | Gaëtan Germain       | CS Bourgoin-Jallieu (47), Racing Métro 92 (150), CA Brive (1 350), FC Grenoble (238), Aviron bayonnais (379)          | 2010-     | 2 164  |
| 7    | Lionel Beauxis       | Section paloise (323), Stade français Paris (700), Stade toulousain (456), Union Bordeaux Bègles (212), Lyon OU (240) | 2003-2019 | 1 931  |
| 8    | David Skrela         | US Colomiers (434), Stade français Paris (900), Stade toulousain (404), ASM Clermont (189)                            | 2001-2013 | 1 927  |
| 9    | Benjamin Boyet       | CS Bourgoin-Jallieu (1 232), Aviron bayonnais (557)                                                                   | 1997-2013 | 1 789  |
| 10   | Morgan Parra         | CS Bourgoin-Jallieu (41), ASM Clermont (1 697)                                                                        | 2006-2023 | 1 738  |
| 11   | Camille Lopez        | Union Bordeaux Bègles (349), USA Perpignan (23), ASM Clermont (758), Aviron bayonnais (505)                           | 2014-     | 1 635  |
| -    | Thomas Ramos         | Stade toulousain (1 635)                                                                                              | 2014-     | 1 635  |

### Nombre d'essais
Vincent Clerc détient le record d'essais, au nombre de 101. Il devance Laurent Arbo, auteur de 100 essais de 1991 à 2007.
| Rang | Joueur             | Clubs                                       | Période              | Nombre |
| ---- | ------------------ | ------------------------------------------- | -------------------- | ------ |
| 1    | Vincent Clerc      | Stade toulousain (98), RC Toulon (3)        | 2002-2018            | 101    |
| 2    | Maxime Médard      | Stade toulousain (91)                       | 2004-2022            | 91     |
| 3    | Aurélien Rougerie  | ASM Clermont (88)                           | 2001-2018            | 88     |
| 4    | Napolioni Nalaga   | ASM Clermont (80), Lyon OU (7)              | 2006-2011, 2012-2017 | 87     |
| 5    | Timoci Nagusa      | Montpellier HR (80)                         | 2010-2020            | 80     |
| 6    | Juan Imhoff        | Racing 92 (79)                              | 2011-2024            | 79     |
| 7    | Julien Arias       | US Colomiers (6), Stade français Paris (71) | 2001-2019            | 77     |
| 8    | Alivereti Raka     | ASM Clermont (74)                           | 2015-                | 74     |
| 9    | Waisea Nayacalevu  | Stade français Paris (67), RC Toulon (5)    | 2012-2024            | 72     |
| 10   | Josua Tuisova      | RC Toulon (41), Lyon OU (26), Racing 92 (5) | 2013-                | 72     |
| 11   | Baptiste Couilloud | Lyon OU (70)                                | 2016-                | 70     |

## Statistiques sur un match

### Nombre d'essais
| Rang | Joueur                | Année      | Nombre |
| ---- | --------------------- | ---------- | ------ |
| 1    | Michel Fabre          | 1979       | 11,    |
| 2    | Jean-Pierre Puidebois | 1973       | 8      |
| 3    | Philippe Saint-André  | 1991       | 5      |
| 4    | Philippe Saint-André  | 1988, 1989 | 4,     |
| 4    | Aurélien Rougerie     | 2005       | 4      |
| 4    | Rupeni Caucaunibuca   | 2006       | 4      |
| 4    | Napolioni Nalaga      | 2009       | 4      |
| 4    | Sam Gerber            | 2009       | 4      |
| 4    | David Smith           | 2015, 2016 | 4      |
| 4    | Gabriel Lacroix       | 2016       | 4      |
| 4    | Louis Picamoles       | 2018       | 4      |
| 4    | Damian Penaud         | 2023       | 4      |
| 4    | Paul Graou            | 2024       | 4      |

- Essai le plus rapide : 10 secondes, Jon Echegaray de Union Bordeaux Bègles le 1er mars 2025 contre l'USA Perpignan au stade Aimé-Giral[14].
- Quadruplé le plus rapide : 11 minutes, Gabriel Lacroix du Stade rochelais le 23 décembre 2016 au stade Jean-Dauger contre l'Aviron bayonnais[15],[8].

### Nombre de points

#### Période amateur
Durant la saison 1972-1973, le Briviste Jean-Pierre Puidebois inscrit un total de 42 points dont huit essais dans le même match, établissant deux nouveaux records dans la compétition,.
Pendant la saison 1979-1980, l'ailier biterrois Michel Fabre bat ce record en marquant onze essais, soit 44 points, au cours d'une même rencontre.

#### Période du Top 14
Plus grand nombre de points marqués pendant un match depuis la création du Top 14 lors de la saison 2005-2006 :
| Rang | Joueur               | Saison    | Club              | Nombre |
| ---- | -------------------- | --------- | ----------------- | ------ |
| 1    | Benjamín Urdapilleta | 2020-2021 | Castres olympique | 33     |
| 2    | Cédric Rosalen       | 2006-2007 | RC Narbonne       | 32     |
| 2    | Benjamin Boyet       | 2012-2013 | Aviron bayonnais  | 32     |

## Statistiques sur une saison

### Nombre de points
| Rang | Joueur              | Saison    | Club              | Nombre |
| ---- | ------------------- | --------- | ----------------- | ------ |
| 1    | Brock James         | 2006-2007 | ASM Clermont      | 377    |
| 2    | Rory Kockott        | 2012-2013 | Castres olympique | 376    |
| 3    | Jonny Wilkinson     | 2012-2013 | RC Toulon         | 375    |
| 4    | Jonathan Wisniewski | 2014-2015 | FC Grenoble       | 339    |
| 5    | Jonathan Wisniewski | 2010-2011 | Racing 92         | 336    |

### Nombre d'essais
| Rang | Joueur                | Saison    | Club                  | Nombre |
| ---- | --------------------- | --------- | --------------------- | ------ |
| 1    | Jean-Pierre Puidebois | 1972-1973 | CA Brive              | 27     |
| 2    | Jean-Pierre Puidebois | 1973-1974 | CA Brive              | 25     |
| 3    | Chris Ashton          | 2017-2018 | RC Toulon             | 24     |
| 4    | Napolioni Nalaga      | 2008-2009 | ASM Clermont          | 21     |
| 5    | Nemani Nadolo         | 2017-2018 | Montpellier HR        | 19     |
| 6    | Napolioni Nalaga      | 2007-2008 | ASM Clermont          | 18     |
| 7    | Rupeni Caucaunibuca   | 2005-2006 | SU Agen               | 17     |
| 7    | Baptiste Couilloud    | 2023-2024 | Lyon OU               | 17     |
| 9    | Rupeni Caucaunibuca   | 2004-2005 | SU Agen               | 16     |
| 10   | Maxime Médard         | 2010-2011 | Stade toulousain      | 15     |
| 10   | Metuisela Talebula    | 2013-2014 | Union Bordeaux Bègles | 15     |
| 10   | Timoci Nagusa         | 2015-2016 | Montpellier HR        | 15     |

## Statistiques générales des clubs

### Statistiques des séries
Plus grand nombre de matchs consécutifs sans défaite
- 14 matchs par le Stade toulousain en 2018-2019[8] (13 victoires et un nul).

Plus grand nombre de victoires consécutives à domicile
- Avant 1995 : 95[réf. nécessaire] du 5 janvier 1969 au 11 octobre 1981 par l'AS Béziers[19].
- Ère professionnelle : 77 : du 21 novembre 2009 au 10 mai 2014 par l'ASM Clermont Auvergne[20].

Plus grand nombre de victoires à domicile sur une saison en top 14
- 13 (soit la totalité des matchs) par le Stade français Paris en 2005-2006 et 2006-2007, ASM Clermont Auvergne en 2006-2007, 2010-2011, 2011-2012, 2012-2013 et 2013-2014, le Stade toulousain en 2008-2009, 2010-2011 et 2011-2012, le Castres olympique en 2010-2011 et 2021-2022 et le Montpellier HR en 2017-2018.

### Statistiques sur un match
Plus grand nombre de points marqués dans un match
- Avant 1995 : 
  - 16 décembre 1979 : 100 par l'AS Béziers contre Stade montchaninois[21] lors de la saison 1979-1980[22],[8],[23].

- Ère professionnelle : 
  - 14 juin 2008 : 95 par l'ASM Clermont Auvergne contre l'US Dax lors de la saison 2007-2008[24].

Plus grand nombre d'essais marqués dans un match
- 14 juin 2008 : 14 par l'ASM Clermont Auvergne contre l'US Dax lors de la saison 2007-2008.

Plus grand nombre de points d'écart rattrapés en deuxième mi-temps pour remporter le match
- 19 mai 2019 : mené de 29 points à la mi-temps (7-36), le Stade toulousain retourne la situation en seconde période pour gagner (43-36) face à l'Union Bordeaux Bègles lors de la saison 2018-2019[25].
- 23 novembre 2024 : mené de 29 points à la 39e minute (29-0), l’Union Bordeaux Bègles retourne la situation en seconde période pour gagner (29-37) face au rugby club vannetais lors de la saison 2024-2025.

### Statistiques sur une saison (en poule unique de 14 clubs)
- Plus grand nombre de points marqués dans une saison régulière : 891 par le Stade Toulousain lors de la saison 2024-2025.
- Plus petit nombre de points marqués dans une saison régulière : 314 par l'US Dax lors de la saison 2007-2008[26].
- Plus grand nombre de points au classement dans une saison : 98 par le Stade toulousain lors de la saison 2018-2019[27]
- Plus petit nombre de points au classement dans une saison : 2 par le SU Agen lors de la saison 2020-2021.
- Plus petit nombre de points encaissés dans une saison régulière : 324 par le Stade toulousain lors de la saison 2008-2009.
- Plus grand nombre de points encaissés dans une saison régulière : 1 101 par SU Agen lors de la saison 2020-2021[28].
- Plus grand nombre d'essais marqués dans une saison régulière : 103 par le Stade toulousain lors de la saison 2023-2024[29]
- Plus grand nombre d'essais encaissés dans une saison régulière : 141 par le SU Agen lors de la saison 2020-2021.
- Plus grand nombre de points de bonus dans une saison régulière : 18 par le RC toulonnais lors de la saison 2015-2016.
- Plus grand nombre de points obtenus à l'extérieur dans une saison régulière : 42 par le Stade toulousain lors de la saison 2018-2019[30].
- Plus grand nombre de points marqués dans la phase aller d'une saison régulière : 53 par le Stade toulousain lors de la saison 2007-2008.
- Plus grand nombre de points marqués dans la phase retour d'une saison régulière : 53 par l'USA Perpignan lors de la saison 2008-2009 et le Stade toulousain en 2018-2019.
- Plus petit nombre de points obtenus à domicile dans une saison régulière : 2 par le SU Agen lors de la saison 2020-2021.
- Plus petit nombre de points obtenus à l'extérieur dans une saison régulière : 0 par le SU Agen lors de la saison 2020-2021.
- Plus grand nombre de victoires consécutives dans un championnat à poule unique à 14 clubs : 11 par le Stade toulousain lors de la saison 2008-2009.
- Plus grand nombre de victoires obtenues à l'extérieur dans une saison régulière : 9 par le Stade toulousain en 2008-2009, 2018-2019 et l'ASM Clermont Auvergne en 2015-2016[31].
- Record d’invincibilité dans un championnat à poule unique à 14 clubs : 14 par le Stade toulousain lors de la saison 2018-2019[32].
- Plus grand nombre de défaites consécutives dans un championnat à poule unique : 26 par le SU Agen lors de la saison 2020-2021[28].

## Statistiques en finale

### Par club
- Plus grand nombre de finales gagnées : 24, par le Stade toulousain (de 1912 à 2025)
- Plus grand nombre de finales jouées : 31, par le Stade toulousain (de 1909 à 2025)
- Plus grand nombre de points inscrits lors d'une finale : 72, en 2024-2025 (39-33, entre le Stade toulousain et l'Union Bordeaux-Bègles)[33]
- Plus grand écart de points : 56, par le Stade toulousain (59-3, en 2023-2024 contre l'Union Bordeaux Bègles)[34]
- Plus grand nombre de points inscrits par une équipe : 59, par le Stade toulousain (en 2023-2024 contre l'Union Bordeaux Bègles)[34]
- Plus grand nombre d'essais inscrits lors d'une finale : 9, en 2023-2024 (9 essais inscrits par le Stade toulousain, 0 par l'Union Bordeaux Bègles)
- Plus grand nombre d'essais inscrits par une équipe : 9, par le Stade toulousain (en 2023-2024 contre l'Union Bordeaux Bègles)[34]

### Individuelles
- Plus grand nombre de finales gagnées : 10, par Armand Vaquerin (avec l'AS Béziers, de 1971 à 1984)
- Plus grand nombre de finales jouées : 11, par Armand Vaquerin (avec l'AS Béziers, de 1971 à 1984)[35]
- Plus grand nombre de points inscrits : 20, par Thomas Ramos (avec le Stade toulousain en 2023-2024 contre l'Union Bordeaux Bègles)[34]

## Divers
- Plus grand nombre de spectateurs en saison régulière : 79 842 spectateurs, le 24 avril 2008 lors de Stade français Paris - ASM Clermont Auvergne au Stade de France[36].
- Plus grand nombre de spectateurs en phases finales sur une finale : 99 124 spectateurs, le 24 juin 2016 lors de la finale entre le Racing 92 et Toulon au Camp Nou de Barcelone.
- Plus grand nombre de coups de pied réussis d'affilée : Morgan Parra (ASM Clermont Auvergne), avec 48 coups de pied réussis entre les saisons 2020-2021 et 2021-2022, série interrompue le 23 octobre 2021[37].